# Hutschenreuther
Hutschenreuther è un marchio tedesco di articoli in porcellana. Fondato nel 1814 a Hohenberg, in Baviera, dal 2000 è di proprietà di Rosenthal.

## Storia

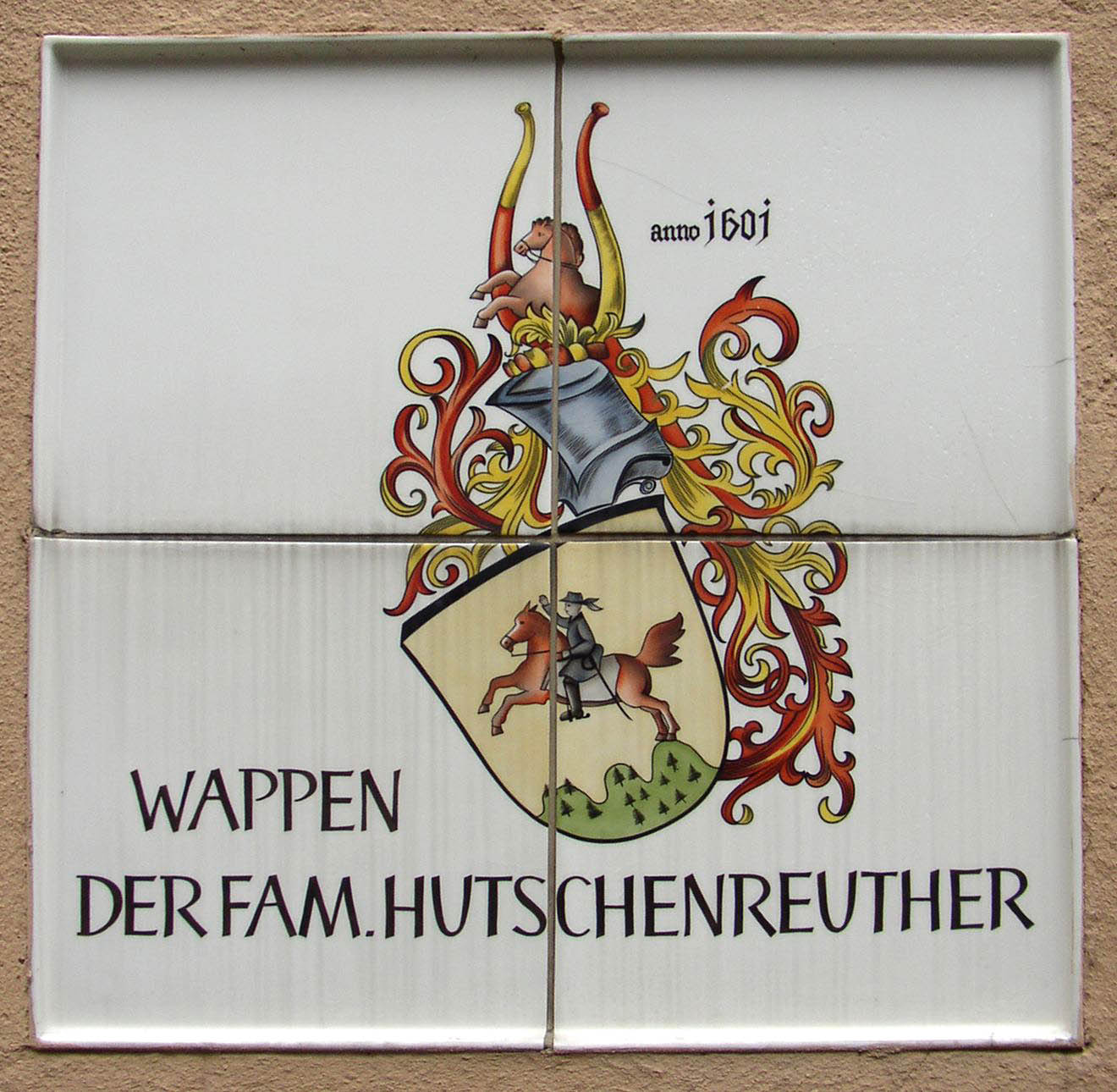
Stemma della famiglia Hutschenreuther

Hutschenreuther viene fondata a Hohenberg a.d.Eger nel 1814 dal Carolus Magnus Hutschenreuther, che aveva precedentemente lavorato nella fabbrica Wallendorfer Porzellan di Lichte. L'azienda è nota come la "Betrieb Porzellanfabrik C. M. Hutschenreuther".
Alla morte dell'imprenditore, nel 1845, l'azienda viene guidata dalla moglie Johanna, a cui seguono i due figli Christian e Lorenz. Il secondo, desideroso di affrontare nuove sfide, decide di fondare una sua società a Selb, in Baviera, la "Porzellanfabriken Lorenz Hutschenreuther AG Selb", nota anche come "Herstellerwerk Lorenz Hutschenreuther". Alla morte di Lorenz, nel 1856, la società viene guidata dai figli Viktor ed Eugen. La L. Hutschenreuter acquista in seguito le fabbriche di porcellana Werner & Co. di Selb (1906), Paul Mueller di Selb (1917), la fabbrica di Tirschenreuth, la Brauscher di Weiden (1927) e la Königszelt (1928).
Conosciute per l'alta qualità delle sue porcellane, nel 1969 le due aziende Lorenz e Magnus si fondono nella Hutschenreuther AG, con una distribuzione internazionale.
In occasione del 125º anniversario della nascita di Lorenz, nel 1982, viene fondato il Museo della porcellana di Hohenberg.
Nel 2000 l'azienda viene acquisita da Rosenthal, unendo così le industrie dominanti nel settore della porcellana tedesca. A sua volta, nel 2009, Rosenthal e i suoi marchi diventano di proprietà di Sambonet Paderno Industrie.